# Стадла (Малопольське воєводство)
Стадла (пол. Stadła, нім. Stadlau) — село в Польщі, у гміні Подегродзе Новосондецького повіту Малопольського воєводства.
Населення — 860 осіб (2011).
У 1975-1998 роках село належало до Новосондецького воєводства.

## Демографія
Демографічна структура станом на 31 березня 2011 року:
|          | Загалом | Допрацездатний вік | Працездатний вік | Постпрацездатний вік |
| -------- | ------- | ------------------ | ---------------- | -------------------- |
| Чоловіки | 444     | 132                | 281              | 31                   |
| Жінки    | 416     | 97                 | 265              | 54                   |
| Разом    | 860     | 229                | 546              | 85                   |